# ماریسا برنسون
ماریسا برنسون (انگلیسی: Marisa Berenson؛ زادهٔ ۱۵ فوریهٔ ۱۹۴۷) بازیگر و مانکن اهل آمریکا است. وی از سال ۱۹۶۷ میلادی تاکنون مشغول فعالیت بوده‌است.
از فیلم‌هایی که وی در آن نقش داشته‌است، می‌توان به گناه و شرم، بری لیندون، مرگ در ونیز، کاباره، رنگ من کوبریک و من عشق هستم اشاره کرد.